# Pimus napa
Pimus napa là một loài nhện trong họ Amaurobiidae.
Loài này thuộc chi Pimus. Pimus napa được miêu tả năm 1972 bởi Leech.